# Cdaka

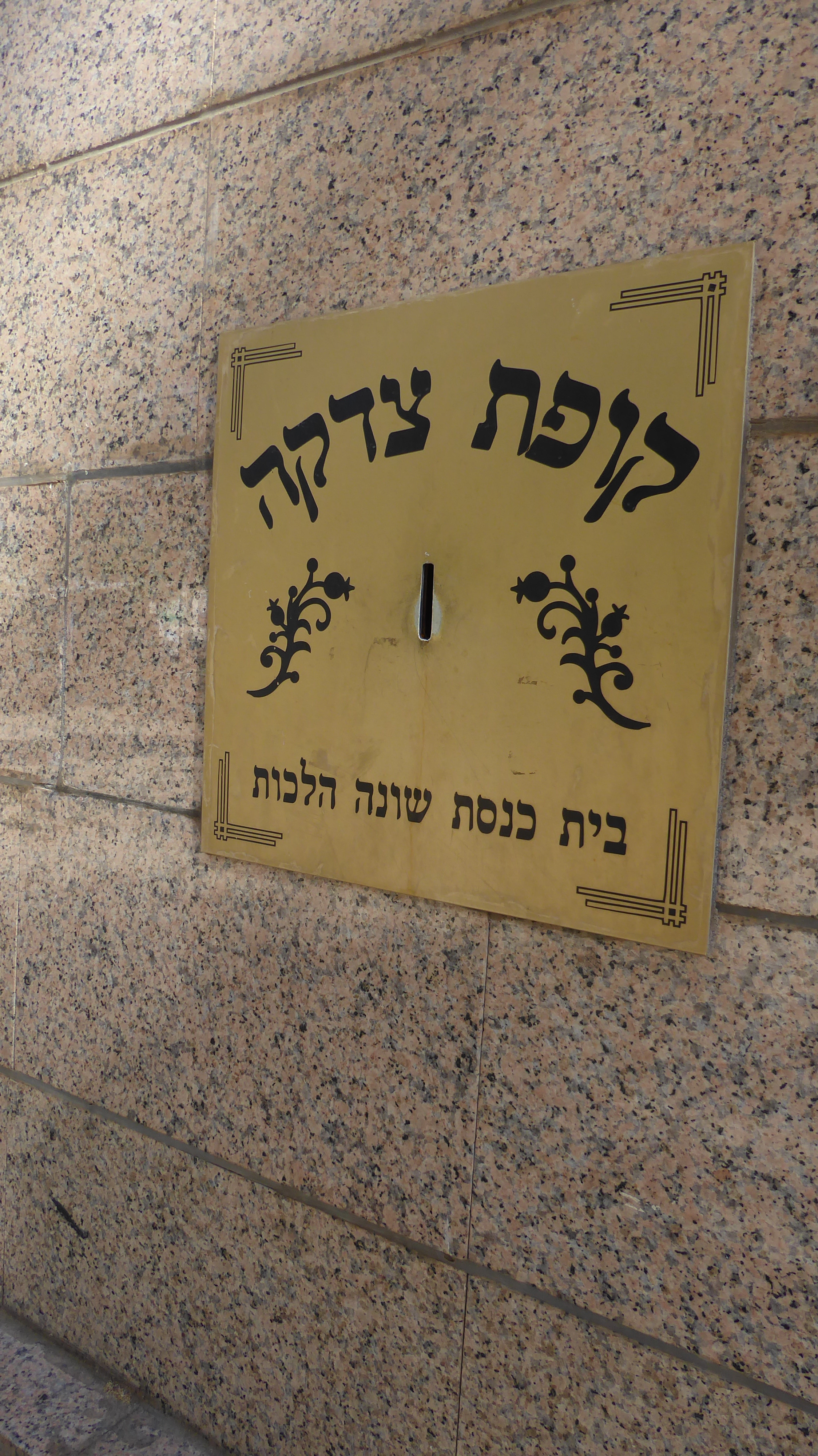
Cdaka

Cdaka či v přepise c'daka v klasické hebrejštině צדקה; arabsky صدقة, je hebrejské slovo pro spravedlnost. Je jednou ze 613 micvot, židovských náboženských příkazů. Web Kulturní dědictví židovského národa uvádí mj. tyto body pro uskutečnění spravedlnosti:
1. Je náboženskou povinností dávat milodary chudým Izraele. (...) Dobročinnost odvrací zlý ortel a prodlužuje život.
2. Každý má přispívat na dobročinnost podle svých příjmů. I ten, kdo sám žije z dobročinnosti, musí dát něco z toho, co dostal (...)
3. Kolik by se mělo dát potřebnému? „Půjčíš mu podle toho, kolik potřebuje.“ (Dt 15:8). Dobročinnost patří mezi povinnosti věřícího, tak aby i chudý člen Božího lidu mohl žít důstojně. Almužna se poskytuje dokonce i chudým nežidům.
4. Člověk má přispívat jednou desetinou svého ročního příjmu.
5. Kdo si chce získat úctu, musí přemáhat jecer ha-ra — pud ke zlému (...)
6. Za dobročinnost je považováno i to, když někdo podporuje své starší děti, které už není povinen vyživovat (tj. starší 6 let), proto, aby učili jeho chlapce Tóře a jeho dcerky mravnému chování. Rovněž dary rodičům (které člověk může podporovat jen z peněz na dobročinnost). Rodiče také mají při poskytování cdaky přednost před všemi ostatními. (...)
7. Bezcenná je dobročinnost toho, kdo dává nevlídně a jen z povinnosti, i kdyby se jednalo o velký obnos.
8. Je zakázáno pohrdat potřebným, i kdybychom mu mohli dát jen skrovnou almužnu.
9. Příslib cdaky je považován za závazný.
10. Je dobré mít odloženy nějaké peníze na obdarování potřebného.
11. Ten, kdo přiměje druhé, aby přispěli na dobročinnost, má větší zásluhu než ten, kdo jen sám dává.
12. Nejvíce je ceněno, pokud se člověk ujme někoho v nouzi, ale ještě neklesl do skutečné bídy a jeho situaci může zlepšit. (Doloženo odkazem na Lv 25:35: „Posilníš ho“, to znamená pomůžeš mu, aby nepadl.[1]
13. Nejlépe je poskytovat cdaku tajně a pokud možno tak, aby dárce nevěděl, komu se peníze dostanou a obdarovaný nevěděl, od koho je dostal. Rozhodně by se nikdo neměl chlubit svou dobročinností. Pokud však někdo daruje k dobročinným účelům nějaký předmět, smí na něj napsat své jméno, na památku.[1]
14. Chudému učenci, který studuje Tóru, je třeba přispět způsobem, který odpovídá jeho důstojnosti. Jestliže není ochoten přijmout peněžitý dar, lze mu nabídnout podíl na obchodní transakci — prodat mu zboží za nízkou cenu a vykoupit zpět za vyšší, nebo vyzná-li se v obchodě, půjčit mu peníze k investování. V Pesachim (53b) se říká: „Kdo podporuje zbožím učence studujícího Tóru (tj. kdo mu dává příležitost obstarat si živobytí), zaslouží usednout v nebeském soudu“ a jinde (Berachot 34b): „Sláva byla prorokována tomu, kdo zabezpečil učence v obchodě a kdo dal svou dceru za ženu učenci“. [1]
15. Člověk by neměl dopustit, aby byl odkázán na dobročinnost. (...) Když vážený učenec upadne do nouze, měl by si najít nějaké zaměstnání, třeba i hodně podřízené a nezůstat odkázaný na pomoc druhých. [1]
16. Za odsouzeníhodné jednání je považováno, pokud člověk předstírá, že je v nouzi. Kdo však v nouzi odmítá pomoc, je jako vrah a je odpovědný za ztrátu svého života. Z jeho trápení mu nevzejde nic než hřích a špatnost. Pomoc zasluhuje ten, kdo ji potřebuje a své neštěstí a strádání snáší nikoli z pýchy, ale nechce se stát břemenem svému okolí.[1]